# Museo Florida Pioneer
El Museo Florida Pioneer  es un museo histórico ubicado en Florida City, Florida. El Museo Florida Pioneer se encuentra inscrito  en el Registro Nacional de Lugares Históricos desde el 14 de agosto de 1973.  Henry M. Flagler diseñó el Museo Florida Pioneer.

## Ubicación
El Museo Florida Pioneer se encuentra dentro del condado de Miami-Dade en las coordenadas 25°27′20″N 80°28′40″O / 25.455556, -80.477778.